# 孙元伟
孙元伟（1976年—），中国漫画家，出生于内蒙古，现居住在北京。在国内、外媒体发表作品几千幅。曾获“世界漫画大会”、“CCTV原创动漫大赛最佳故事奖”、“首届全国动画片造型最佳创意奖”、“新闻出版署原动力”。多个奖项。出版漫画200多部，总销量1000万册。其作品《漫画中国》说要做100个品种，现已出“漫画史记”、“漫画唐诗”。在2011年和孙元伟一样在河南的动漫公司还有10多家。孙元伟在到北京后第一份工作是在一个公司网站设计和维护，然后中央电视台的一个节目为他做一期专题。孙元伟除了漫画的另一个爱好是旅游。

## 作品
《小布丁》
《菲菲美眉》
《洋洋兔》
《漫画中国》
“漫画史记”
“漫画唐诗”
《漫画诸子百家系列》
《漫画京剧系列》
《漫画国学启蒙系列》
《上下五千年》